# Hennediella diaguita
Hennediella diaguita là một loài rêu trong họ Pottiaceae. Loài này được R.H. Zander & Mahu mô tả khoa học đầu tiên năm 1999.